# Akropolis Adieu
Pour les articles homonymes, voir Acropolis (homonymie).
Singles de Mireille Mathieu
Der pariser Tango
(1971) Korsika
(1972)
Akropolis Adieu est une chanson allemande interprétée par la chanteuse française Mireille Mathieu sorti en 1971. Cette chanson est très populaire en Allemagne. La version française Acropolis adieu est un grand succès de Mireille en France aussi. Il existe une version anglais Acropolis adieu (Goodbye my love) et une version espagnole Acrópolis adiós.
En 2020, durant la pandémie, la chanson devient un hymne dans le milieu nocturne hospitalier au Québec. Plusieurs établissements font jouer la chanson en boucle pour redonner courage aux résidents hospitalisés. 

## Classements

### Classements hebdomadaires
| Classement (1971-1972)                  | Meilleure position |
| --------------------------------------- | ------------------ |
| Allemagne (Media Control AG)            | 3                  |
| Belgique (Flandre Ultratop 50 Singles)  | 6                  |
| Belgique (Wallonie Ultratop 50 Singles) | 2                  |
| Suisse (Schweizer Hitparade)            | 1                  |